# 比斯特里 (德羅霍貝奇區)
49°14′36″N 23°35′38″E / 49.24333°N 23.59389°E
比斯特里（烏克蘭語：Бистрий），是烏克蘭的村落，位於該國西部利沃夫州，由德羅霍貝奇區負責管轄，始建於1670年，面積5.81平方公里，2001年人口301，人口密度每平方公里51.81人。	